# Matrimonio tardivo
Matrimonio tardivo è un film del 2001, scritto e diretto da Dover Kosashvili. Presentato al Festival di Cannes 2001 nella sezione Un Certain Regard, il film ha vinto molti premi in patria ed è stato il candidato ufficiale per Israele nella corsa per l'Oscar al miglior film straniero, senza però entrare nella cinquina finale.

## Trama
Il trentenne Zaza, studente di dottorato, è ormai in età da matrimonio e la sua famiglia preme affinché si decida finalmente a sposarsi. Già da diverso tempo, i suoi familiari, di origine georgiana e fedeli alle tradizioni del loro paese, gli organizzano appuntamenti con giovani ragazze, vergini e di buona famiglia, ma Zaza non è interessato a nessuna di loro, in quanto si frequenta da diversi anni e nella segretezza più assoluta con Yehudit, una donna di origine marocchina divorziata, per giunta più vecchia di lui e con una figlia di sei anni.
Finora Zaza è riuscito a nascondere la relazione, ma i suoi continui rifiuti di sposarsi fanno insospettire i suoi parenti, a tal punto da iniziare a pedinarlo. Giunti alla verità, inaudita per loro, i suoi genitori e tutti i parenti più stretti, assolutamente infuriati, costringono lui e Yehudit ad interrompere la relazione, minacciando di diseredare il figlio ed arrivando a minacciare la donna. Zaza non ha alternative che seguire la volontà della sua famiglia e accetta di sposare la prima ragazza che gli viene presentata dopo l'accaduto.

## Critica
- Parte in cadenze di commedia di costume ma l'umorismo e l'ironia lasciano il posto all'amarezza e al dolore. Si fa notare, per un'insolita allegria erotica, una lunga sequenza di sesso. Commento del dizionario Morandini che assegna al film tre stelle su cinque di giudizio.[2]
- Semiautobiografico, si segnala per la più lunga e giocosa scena di sesso vista al cinema. Commento del dizionario Farinotti che assegna al film tre stelle su cinque di giudizio [3]